# Аргоннская национальная лаборатория
Арго́ннская национа́льная лаборато́рия (англ. Argonne National Laboratory) — старейший национальный исследовательский центр Министерства энергетики США. Лаборатория основана в 1946 году. Работа центра координируется Чикагским университетом. Расположен в 40 км юго-западнее Чикаго в деревне Лемонт. Роберт Грин Сакс был основателем лаборатории. Лабораторию в 1946 году возглавил Уолтер Зинн. С 1956 по 1961 год директором лаборатории был физик Норман Хилберри, которого сменил на этом посту Альберт Крю (Albert Crew).
Основные направления деятельности лаборатории:
- проведение фундаментальных исследований в области физики, биологии и исследования окружающей среды;
- строительство и эксплуатация дорогостоящих научных комплексов, как для нужд лаборатории, так и других промышленных и научных лабораторий (например  Экспериментальный реактор-размножитель I и Экспериментальный реактор-размножитель II);
- разработка новейших технологий в энергетике;
- исследование и решение проблем загрязнения окружающей среды;
- проведение экспертиз по вопросам ядерного топливного цикла, биологии, химии, системного анализа и моделирования (в частности, на установках для измерения реактивности). Разработка технологий и высокоточных инструментов для обнаружения химических, биологических и радиационных угроз и их источников.

В лаборатории проходят стажировку и обучение аспиранты и доктора из различных образовательных учреждений.

## Экспериментальные установки
- Рентгеновский источник синхротронного излучения Advanced Photon source (APS), 7 ГэВ электронный синхротрон.
- Сверхпроводящий линейный ускоритель Argonne Tandem Linear Accelerator System (ATLAS[англ.])[11].
- Интенсивный импульсный источник нейтронов Intense Pulsed Neutron Source (IPNS)[12] — закрыт в 2008 в связи с вводом в эксплуатацию более современного и мощного источника нейтронов SNS (Spallation Neutron Source), в Окриджской лаборатории.

## Вычислительные ресурсы
Лаборатория располагает следующими вычислительными ресурсами:
- суперкомпьютер Blue Gene/Q под названием Mira[англ.][14]. Запущен 9 апреля 2013 года[15]. (10 ПетаФЛОПС, 786 432 процессоров, 768 ТБайт памяти, 49 152 узлов в 48 стойках[16])
- суперкомпьютеры Cetus и Vesta[17], построенные на платформе Blue Gene/Q, используемые для тестирования и отладки кода для Mira
- кластерный компьютер Cooley[18], используемый для визуализации результатов, вычисленных на Mira
- ведется строительство суперкомпьютера Aurora[19][20] на базе суперкомпьютерной платформы компании Cray и процессоров Intel Xeon Phi 3-го поколения. Запуск планируется произвести в 2018 году.